# Sötpotatispaj

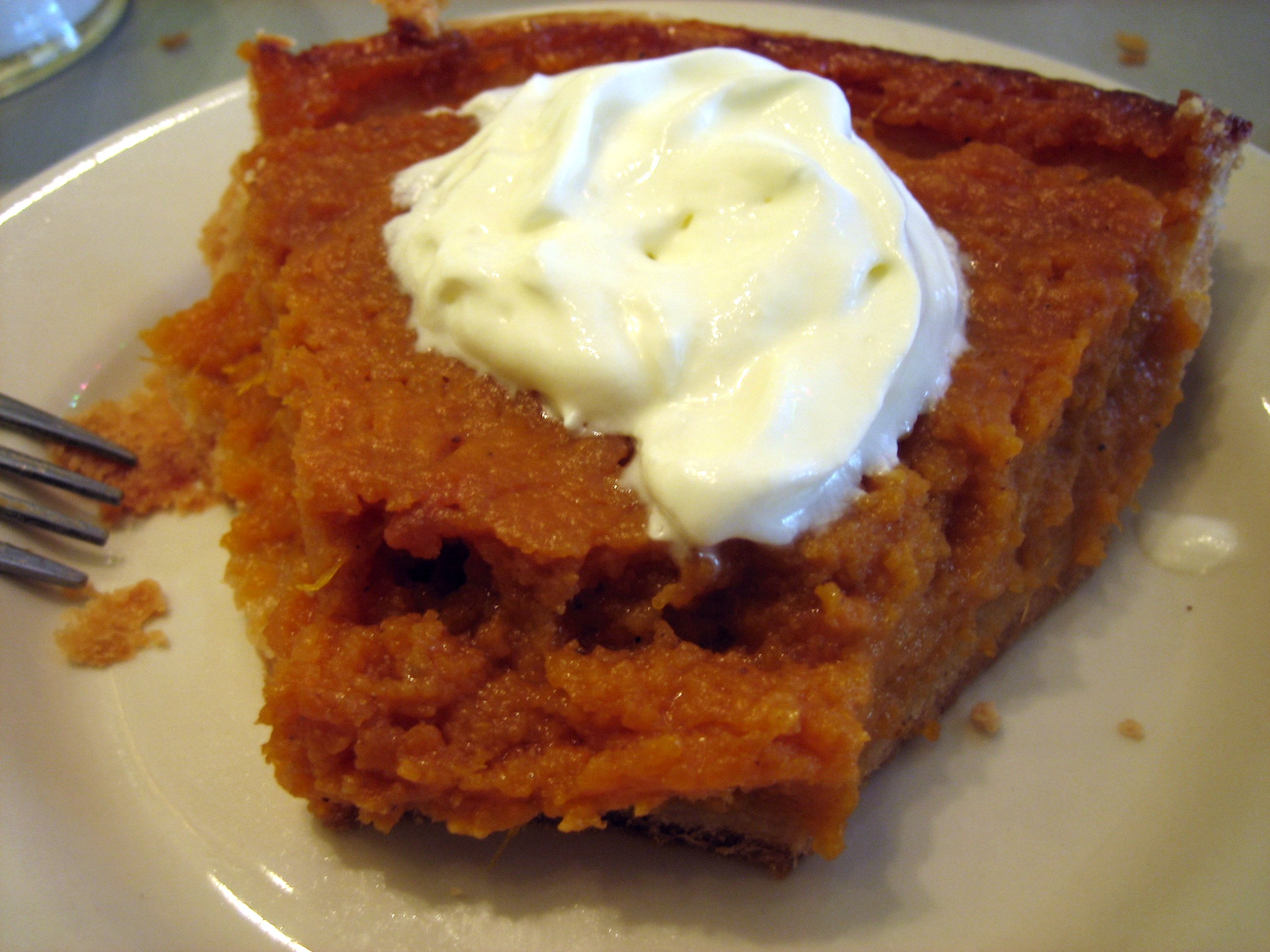
En skiva av maträtten sötpotatispaj.

Sötpotatispaj är en traditionell maträtt i södra USA. Maträtten är en icke-huvudrätt eller dessert. Den serveras ofta under den amerikanska semesterperioden, särskilt på Thanksgiving, och liknar på många sätt pumpapaj.[källa behövs] Marshmallows används ibland som topping, men denna tradition återfinns oftast i norra USA.
Sötpotatispaj tillagas vanligtvis som en stor tårta på ett öppet pajskal utan en skorpa på toppen. Fyllningen består av mosade sötpotatisar, mjölk, socker och ägg, samt kryddor som muskot som används som smaksättning. Andra möjliga ingredienser är exempelvis vanilj eller bananer. Den bakade custardfyllningen (engelsk kräm) kan variera från en lätt och silkeslen sådan till en mycket tät fyllning, beroende på receptets förhållanden av potatismos, mjölk och ägg.